# Jatilor
Jatilor is een bestuurslaag in het regentschap Grobogan van de provincie Midden-Java, Indonesië. Jatilor telt 2490 inwoners (volkstelling 2010).